# 쑹양현

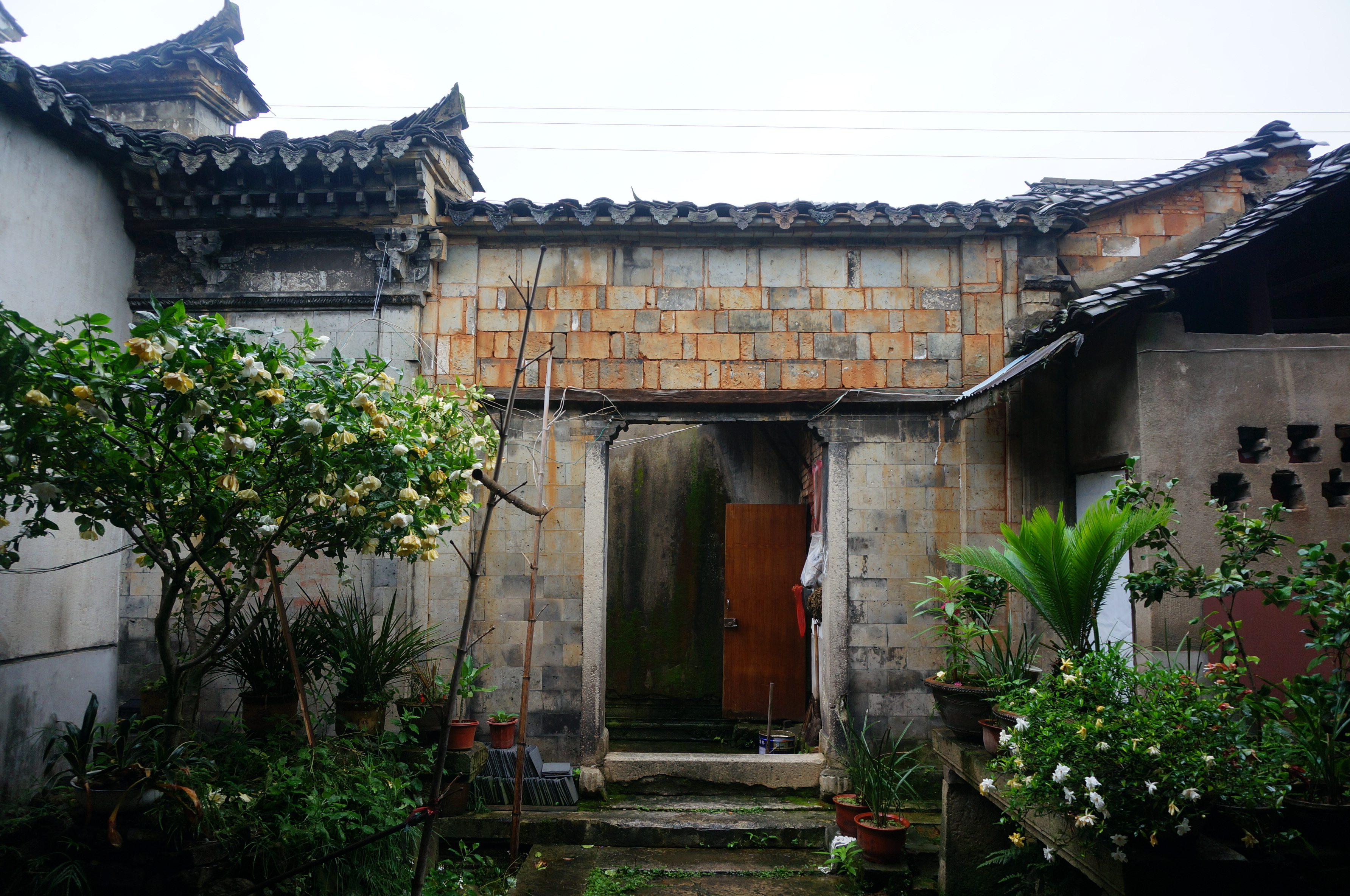

쑹양현(한국어: 송양현, 중국어: 松阳县, 병음: Sōngyáng Xiàn)은 중화인민공화국 저장성 리수이 시의 현급 행정구역이다. 넓이는 1406km2이고, 인구는 2007년 기준으로 230,000명이다.

## 행정 구역
5개 진, 14개 향, 1개 민족향을 관할한다.
- 진: 西屏镇, 古市镇, 玉岩镇, 象溪镇, 大东坝镇.
- 향: 赤寿乡, 新兴乡, 望松乡, 四都乡, 谢村乡, 樟溪乡, 三都乡, 新处乡, 斋坛乡, 叶村乡, 竹源乡, 枫坪乡, 裕溪乡, 安民乡.
- 민족향: 板桥畲族乡.